# Paro de transporte urbano en Guayaquil de 2024
El paro de transporte urbano en Guayaquil de 2024 fue una huelga del sector del transporte público urbano en la ciudad de Guayaquil, en Ecuador. El paro fue liderado por la Federación de Transportadores Urbanos del Guayas FETUG, organismo que convocó al cese de actividades de los buses para el 9 de septiembre de 2024. El paro provocó importantes perturbaciones en las actividades laborales, comerciales y estudiantiles en la ciudad. Finalmente, mediante acuerdos, se anunció la finalización del paro el 12 de septiembre.
El paro de transporte tuvo como finalidad presionar a las autoridades del gobierno municipal guayaquileño para que aprueben el incremento de la tarifa del pasaje de 30 centavos a 45 centavos. Además protestaban contra la iniciativa del uso de una tarjeta de pago «Guayaca» del servicio de transporte ya que prefieren que se siga haciendo en efectivo o con un sistema propio del gremio.

## Paro de transporte de septiembre de 2024

### Primer día de paro
El paro fue considerado como parcial ya que no todas las 58 cooperativas que conforman la Federación de Transportadores Urbanos del Guayas FETUG se adhirieron al llamado al cese de actividades. Se pudo comprobar que 14 cooperativas decidieron continuar ofreciendo el servicio, bajo amenazas por parte de dirigentes gremiales. Se reportaron atentados como pinchazos de llantas, bloqueos en vías, etc. En total 7 buses sufrieron vandalismo por parte del resto de transportistas.
La Agencia de Tránsito y Movilidad (ATM) en conjunto con personal de Segura EP ejecutaron medidas para reducir el impacto de la falta de buses, como la incorporación de busetas privadas, autorizar transporte alternativo, taxis ejecutivos.
El alcalde Aquiles Alvarez anunció el inicio de 19 procesos sancionatorios en contra de las cooperativas y la implicación de responsabilidades penales ante la falta del servicio público.
El Ministerio de Educación informó la asistencia del 66% de los estudiantes y de un 77% de docentes a los planteles educativos. Ante ello, se decretó la suspensión de clases presenciales en la jornada nocturna y pasar a modalidad virtual; la jornada vespertina solo se extenderá hasta las 16:00; y, la jornada matutina seguirá con normalidad.

### Segundo día de paro
En el segundo día de paro, 8 cooperativas que habían paralizado sus servicios el día lunes 9 de septiembre, reanudaron sus actividades y se sumaron a las 14 que ya operaban el día anterior.
El presidente de la FETUG, Christian Sarmiento, en reunión gremial del 10 de septiembre, comunicó la decisión de continuar con la paralización del servicio, rechazó que se haya calificado de terroristas a los manifestantes y exigieron una reunión con el alcalde Aquiles Alvarez para llegar a acuerdos, se cumpla con el alza, y se levanten las medidas.
El gerente general de la ATM, Manuel Salvatierra Cedeño, en rueda de prensa señaló que la solicitud de alza de tarifa a 45 centavos ya fue acordada entre las autoridades municipales y el gremio de transportistas, sin embargo, previo a formalizar la nueva tarifa se solicitó una mejora en los transportes públicos urbanos, como cumplimiento de exclusividad de uso de paraderos oficiales, climatización de unidades, espacio adecuado entre asientos, etc.

### Tercer día de paro
En el tercer día de paro, 8 nuevas cooperativas más retoman sus actividades de transporte público, siendo ya 30 cooperativas las que están operativas. En total, el Salvatierra Cedeño de la ATM manifestó que 1200 buses ya se encuentran operando en la ciudad.
En entrevista dentro del programa Contacto Directo en Ecuavisa, el gerente de la ATM manifestó que la postura de Christian Sarmiento se debe a intereses personales; que ATM no está en contra de los pasajes pero exigen mejoras en el servicio; se incrementó número de unidades de Metrovía; especificó que la tarifa de equilibrio es de 40 centavos y que la tarifa con utilidad es de 45 centavos. Manifestó además que Sarmiento estuvo convocado a 11 mesas técnicas con autoridades municipales, a las que asistió desde noviembre de 2023; sin embargo, estuvo convocado a reunión el martes 4 de septiembre para la última mesa técnica en reunión con todos los dirigentes a la que no asistió y prefirió tomar la medida de paro.

### Cuarto día de paro
Convocado un cuarto día de paralización del servicio de transporte, en la mañana del 12 de septiembre de 2024, el presidente de la FETUG anunció el levantamiento del paro debido a que ya existían acuerdos con las autoridades municipales.
Los acuerdos consistían en la reinstalación de las mesas técnicas y en el establecimiento de una hoja de ruta para la implementación del pasaje tarifa 45¢.